# 방현석
방현석(1961년 ~ )은 대한민국의 소설가이자 교수이다.
경남 울산에서 출생하였고, 중앙대 문예창작과를 졸업하였다. 1988년 실천문학 봄호에 〈내딛은 첫발은〉을 발표하며 문단에 등단하였다. 인천지역에서 노동운동을 했으며, 1988년 노조결성 관계로 해고당한 바 있다.
1991년 제9회 신동엽창작기금을 받아 장편 《십년간》을 펴냈으며, 2003년 오영수 문학상, 황순원문학상을 수상하였고 2008년 현재 중앙대학교 문예창작과 교수로 재직 중이다.
주요 작품으로 《새벽 출정》,《내일을 여는 집》,《랍스터를 먹는 시간》,《존재의 형식》 등이 있다.